# Pere Joan Morey Ballester
Pere Joan Morey Ballester fou Conseller d'Agricultura, Comerç i Industria 1987-1995. Formava part de Unió Mallorquina.
Implicat al Cas Agricultura, imputat per prevaricació i frau en la compra de l'Edifici de la Conselleria d'Agricultura en que un soci de Gabriel Cañellas s'embutxacà 40 milions de pessetes. Malgrat les irregularitats que semblaven evidents, va ser absolt.